# Valdelcubo
Valdelcubo è un comune spagnolo di 71 abitanti situato nella comunità autonoma di Castiglia-La Mancia.